# 仙台市立東四郎丸小学校
仙台市立 東四郎丸小学校（せんだいしりつ ひがししろうまるしょうがっこう）は、宮城県仙台市太白区にある公立小学校である。

## 概要
仙台市立 四郎丸小学校の急激な児童増により、分離新設された小学校である。

## 沿革
- 1982年（昭和57年）4月1日 - 仙台市立四郎丸小学校より分離開校

## 学区
- 四郎丸の一部[2]

## 卒業後
- 袋原中学校へ進学する。